# Barbara Mullen
Ne pas confondre avec le mannequin Barbara Mullen née en 1927.
Pour les articles homonymes, voir Mullen.
Barbara Mullen, de son nom complet Barbara Eleanor Mullen, née le 9 juin 1914 à Boston (États-Unis) et morte le 9 mars 1979 à Londres (Angleterre), est une actrice américaine. Elle est connue au Royaume-Uni pour avoir joué le rôle de Janet McPherson, la gouvernante du Dr. Finlay's Casebook. 

## Biographie
Barbara Mullen est née à Boston de parents irlandais. Elle monte pour la première fois sur scène à l'âge de trois ans comme danseuse. Après avoir fait le tour des scènes des États-Unis, elle poursuit des études à partir de 1934 à la Webber Douglas Academy of Dramatic Art de Londres.
Elle écrit Life is my Adventure, son autobiographie, à 23 ans. 
En 1939, elle fait ses débuts à Londres et se fait remarquer dans le rôle-titre de Jeannie, une pièce de théâtre du West End qui sera adaptée en téléfilm en 1941. C'est une comédie sur une Écossaise prenant des vacances en Europe après avoir gagné de l'argent. Elle devient une star du jour au lendemain. 
Son rôle dans la série télévisée Dr. Finlay's Casebook (en) de 1962 à 1971 qu'elle trouve le succès.
Elle est la première actrice à jouer le personnage de Miss Marple créé par Agatha Christie dans la pièce L'Affaire Protheroe en 1949.
Barbara Mullen meurt le 9 mars 1979 à l'hôpital Hammersmith de Londres, d'une crise cardiaque.

## Théâtre
- 1939 : Jeannie : Jeannie MacLean
- 1949 : L'Affaire Protheroe de Moie Charles et Barbara Toy, mise en scène de Reginald Tate : Miss Marple

## Filmographie

### Cinéma
- 1941 : Jeannie de Harold French : Jeannie McLean
- 1942 : Thunder Rock de Roy Boulting : Ellen Kirby
- 1944 : Welcome, Mr. Washington de Leslie S. Hiscott : Jane Willoughby
- 1945 : A Place of One's Own de Bernard Knowles : Mrs Smedhurst
- 1946 : The Trojan Brothers de Maclean Rogers : Margie Castelli
- 1948 : L'Étrange rendez-vous (Corridor of Mirrors) de Terence Young : Veronica
- 1948 : My Sister and I de Harold Huth : Hypatia Foley
- 1951 : Talk of a Million de John Paddy Carstairs : Bessie Murnahan
- 1952 : Je ne suis pas une héroïne (So Little Time) de Compton Bennett : Anna
- 1952 : Un si noble tueur de Basil Dearden : Molly Fagan
- 1953 : The Bosun's Mate, court métrage de Richard Warren : Mrs. Waters
- 1954 : The Last Moment de Lance Comfort : Mrs O'Driscoll
- 1954 : Destination Milan, film collectif : Miss Busbee
- 1958 : Innocent Sinners de Philip Leacock : Mrs Vincent
- 1959 : L'Île des réprouvés de Harry Watt : Mrs Fulton
- 1960 : Un compte à régler (The Challenge) de John Gilling : Ma Piper
- 1963 : The Very Edge de Cyril Frankel : Dr. Shaw
- 1966 : Miss Mactaggart Won't Lie Down, court métrage de Francis Searle : Jean Mactaggart

### Télévision
- 1946 : Jeannie, téléfilm d'Eric Fawcett : Jeannie MacLean (non crédité)
- 1950 : Mother of Men, téléfilm
- 1953-1956 : Douglas Fairbanks, Jr., Presents : divers rôles (9 épisodes)
- 1954 : BBC Sunday-Night Theatre (1 épisode)
- 1956 : Robin des bois : Lady Elsbeth (1 épisode)
- 1956 : Dixon of Dock Green : Didey O'Hara (1 épisode)
- 1956 : Armchair Theatre : Amélie (1 épisode)
- 1957 : White Hunter : Mère supérieure (1 épisode)
- 1958 : Ivanhoé : infirmière (2 épisodes)
- 1961 : Alcoa Presents: One Step Beyond : Mrs Jones (1 épisode)
- 1962-1963 : Make Room for Daddy : tante Molly (2 épisodes)
- 1962-1971 : Dr. Finlay's Casebook (en) : Janet MacPherson (191 épisodes)
- 1964 : Le Saint : Des femmes si douces (saison 2 épisode 25) : Violet Warshed
- 1967 : Les Espions : Kate (1 épisode)
- 1977 : The Lively Arts : sœur de Patrick (1 épisode)